# Rama (astronave)
L'astronave Rama è un misterioso vascello interstellare, di origine aliena che è il soggetto e l'ambientazione del romanzo di fantascienza Incontro con Rama, scritto da Arthur C. Clarke e pubblicato in Italia nel 1973. In seguito l'autore ha dato avvio a una trilogia con la collaborazione di Gentry Lee, costituita da Rama II, Il giardino di Rama, e Il segreto di Rama.

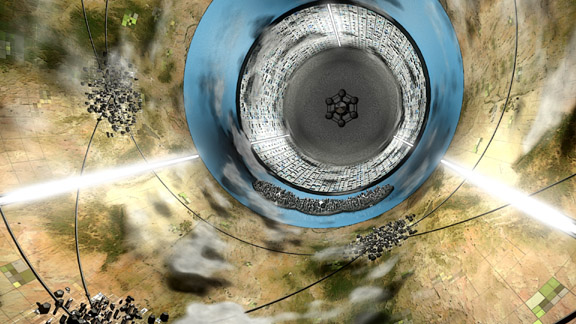
Ricostruzione 3D dell'interno di Rama

## Caratteristiche
Rama esiste in una linea di futuro fittizia del nostro mondo. Esternamente Rama è essenzialmente un gigantesco cilindro nero, scuro, senza particolari all'esterno che interrompano la sua superficie. Le sue dimensioni sono: 54 km di lunghezza e 20 km di diametro. Distendendo la superficie di questo ipotetico cilindro, si avrebbe un'area interna lunga 50 km e larga 60 km, con una superficie utile totale di 3000 km². 
Anche se potrebbe essere qualificata come un vascello spaziale, infatti il suo ipotetico sistema di propulsione avanzato la renderebbe capace del viaggio interstellare, la si potrebbe descrivere meglio come un "piccolo mondo mobile". 
Il cilindro è per la maggior parte cavo. La rotazione di Rama attorno al suo asse crea l'illusione fittizia della gravità, dovuta alla forza centrifuga dei corpi che trovano sulle pareti interne della nave, allo stesso modo di quello che avviene in un cilindro di O'Neill. Nonostante tutto la forza di Coriolis produce strani effetti quando gli oggetti non sono in contatto con il suolo o le infrastrutture rotanti dell'astronave. Rama è a tutti gli effetti e propositi, un mondo artificiale, un'astronave generazionale, con un territorio utilizzabile a fini agricoli, naturalistici, paesaggistici, tradizionali e abitativi, capace di sostenere vari tipi di vita planetaria.

## Incontro con Rama(Fase I)

### Nome e scoperta
Nel primo romanzo di Clarke, Rama viene avvistata per la prima volta nel 2131, quando entra nei confini del sistema solare a grande velocità, con una traiettoria che la porta verso una rotta a tipo 'fionda gravitazionale', in una stretta orbita attorno al Sole e di ritorno nello spazio interstellare. All'inizio Rama viene scambiata con un gigantesco asteroide, quando viene rilevata per la prima volta dal sistema di allerta "Spaceguard", una rete di radar automatizzati progettata per avvertire la Terra da qualsiasi potenziale impatto astronomico. All'inizio viene designato con un codice di database: "31/439", in accordo all'anno di rilevamento (2131 d.C.) e al numero di oggetti scoperti finora in quell'anno. Mentre si avvicina al perielio, comincia ad attrarre l'attenzione degli studiosi a causa della sua forma anomala e della sua rotta inconsueta. Credendo ancora che si tratti di un asteroide di dimensioni notevoli, e seguendo la tradizione a lungo consolidata in astronomia di chiamare gli oggetti in orbita attorno al Sole con nomi di divinità (vedi Sedna, Varuṇa, ecc.) gli astronomi ribattezzano 31/439 con un nome proprio di un'importante divinità induista a causa delle sue dimensioni. L'asteroide 31/439 diventa "Rāma", dal momento che tutti i nomi di mitologici dei greco-romani erano già stati usati.
Per alcuni mesi si susseguono numerose speculazioni da parte degli scienziati, finché osservazioni al telescopio e sonde robotizzate confermano che si tratta di un oggetto non naturale. La nave da esplorazione Endeavour, in quanto unico vascello con posizione e velocità appropriate per effettuare un rendezvous con il velocissimo oggetto extraterrestre, viene incaricata di intercettarlo. Il comandante dell'Endeavour, William Norton, e il suo equipaggio, raggiungono Rama e ne esplorano l'interno per tre settimane. La nave aliena, apparentemente indifferente agli intrusi umani, si ricarica con l'energia che riceve dal sole, finché, dopo alcune correzioni di rotta minori, si allontana dal sistema solare.

### Statistiche immaginarie

L'infrastruttura di Rama consiste di un cilindro perfetto.

|              | Esterno/Complessivo | Interno    |
| Lunghezza    | ~54 km              | ~50 km     |
| Diametro     | ~20 km              | ~16 km     |
| Area interna | ~4000 km²           | ~3000 km²  |
| Volume       | ~17000 km³          | ~10000 km³ |
| Massa        | ~1016 kg            | ~1016 kg   |

## Geografia di Rama
All'interno del romanzo ampio spazio viene dato alla descrizione di Rama, la cui struttura e funzionamento sono molto simili alle colonie spaziali teorizzate dallo scienziato Gerard O'Neill nel 1969 (cilindro di O'Neill); si tratta cioè di un vero proprio habitat con tanto di valli e mari interni sostenuti unicamente dalla forza centrifuga dovuta alla rotazione dell'enorme massa cilindrica.
Esternamente Rama si presenta come un immenso cilindro circolare retto lungo 50 km ed avente un diametro di 20 km; la superficie è liscia e uniforme e le uniche strutture individuabili dall'esterno si trovano al centro di una delle basi, in corrispondenza con l'asse di rotazione. Scopo delle strutture è quello di consentire ad un'eventuale astronave di atterrare su Rama nell'unico modo pratico per farlo, ossia dove la forza repulsiva dovuta alla sua rotazione è quasi nulla. 
Da qui, attraverso una triplice serie di camere a tenuta stagna, si accede a un corridoio della lunghezza di circa 500 m che, dopo un'altra triplice serie di camere stagne, permette di accedere alla cavità interna.
Questa cavità, anch'essa di forma cilindrica, è lunga (sottraendo lo spessore delle pareti) circa 49,5 km e presenta un diametro di circa 19,5 km; i lati del cilindro non sono netti ma presentano una forma concava, il che dona al volume interno un aspetto che ricorda quello di un dirigibile.
Grazie alla forza centrifuga generata dalla rotazione, ogni oggetto posto in corrispondenza delle pareti interne viene spinto contro di esse con una forza di circa 1 g che decresce a mano a mano che ci si avvicina all'asse, fino a diventare nulla in corrispondenza di esso.

## Geografia interna di Rama
La gravità artificiale che si viene a creare fa di Rama un piccolo mondo cilindrico con una superficie abitabile di circa 2900 km², (per avere un'idea delle dimensioni si pensi che ad esempio la regione Valle d'Aosta ha una superficie di 3263 km²). Il mondo cilindrico è suddiviso in due regioni delimitate nella parte centrale da una distesa d'acqua lunga 10 km chiamata Mare Cilindrico; alla regione in corrispondenza dell'ingresso gli astronauti dell'Endeavour assegnano arbitrariamente il nome di Polo Nord ed a quella situata dalla parte opposta quello di Polo Sud.

### Il Polo Nord
Il Polo Nord come descritto efficacemente da Clarke ricorda quello che si potrebbe vedere se si guardasse l'interno di un ombrello aperto dotato di sole tre stecche, dove queste rappresentano tre lunghissime gradinate poste a 120 gradi una dall'altra che dall'asse conducono fino a terra. 
Dalla fine delle gradinate fino al Mare Cilindrico si estende un'immensa pianura cilindrica da cui sorgono alcune strutture simili a città a cui Norton assegna nomi di famose capitali terrestri. Per quasi tutta la sua lunghezza la pianura centrale è percorsa da 3 canali posti, come le gradinate, a 120 gradi di distanza. Questi, che si trovano replicati anche nella pianura del Polo Sud, si riveleranno con l'essere sei potenti soli artificiali in grado di illuminare tutto l'enorme ambiente interno in modo uniforme.

### Il Mare Cilindrico
Il Mare Cilindrico è uno degli elementi più affascinanti presenti nel romanzo; efficacissima infatti è la scena in cui Norton trovandosi a navigare su di esso a bordo di una piccola imbarcazione alza gli occhi in direzione dell'asse e vede, completamente fuori dal senso comune ma in perfetto accordo con le leggi della fisica, il mare sovrastarlo. 
Durante la navigazione tra una stella e l'altra Rama rimane in stato latente: l'ambiente interno è completamente buio e il mare ghiacciato. Questa situazione però, col progressivo avvicinarsi ad una stella, si evolve rapidamente. Il calore del sole disgela il mare cilindrico e, grazie alla luce fornita dai sei soli artificiali, vengono generati in esso particolari microrganismi che hanno il compito di produrre l'aria.
Dopo questa fase Rama comincia a produrre il proprio equipaggio: si tratta di una serie molto diversificata di macchine biologiche, chiamate dagli umani Biot, che hanno l'intelligenza necessaria solo ad eseguire le proprie mansioni e che non degnano di nessuna particolare attenzione Norton ed il suo equipaggio.

### Isola di "New York"
Al centro del mare cilindrico è situata l'isola di New York, chiamata così per via delle strutture in essa presenti che viste da lontano ricordano gli edifici di una città.
Osservandola da vicino però l'equipaggio dell'Endevour constaterà che si tratta con tutta probabilità di una fabbrica-archivio dotata di una forma a triplice simmetria.

### Il Polo Sud
Il Polo Sud a causa di un'altissima barriera che lo divide dal mare, necessaria a fermare le ondate prodotte durante le fasi di accelerazione, sarà visitato da un solo membro dell'equipaggio. 
In corrispondenza dell'asse è situata una struttura conica denominata Big Horn, circondata da altre sei grandi la metà denominate Little Horn. Queste strutture si suppone siano il motore di Rama, il cui funzionamento non trova riscontro con le leggi conosciute della fisica. Il motore entrerà in funzione solo quando Rama sarà prossimo al perielio con il Sole e immetterà l'astronave, dopo che essa si sarà rifornita di materie prime presenti nella fotosfera, in una nuova orbita che lo porterà ad allontanarsi per sempre dal Sistema Solare.

## Ipotesi costruttive di veicoli simili all'astronave Rama
Attualmente non esistono materiali capaci delle prestazioni descritte nel libro di Arthur C. Clarke: tuffarsi nei 5000 kelvin della cromosfera del Sole (anche per frenare l'astronave senza richiedere energia), resistere a esplosioni di bomba termonucleare, non ricevere o disperdere il calore presente all'esterno. Per avere queste caratteristiche sono necessari materiali ad elevato punto di fusione, molto densi, resistenti a impatto astronomico non di elevatissima entità, che non trasmettano il calore, che blocchino i neutroni e che non si attivino radioattivamente.
In base alla narrazione di Clarke (colore, prestazioni attorno al Sole), l'astronave Rama sarebbe costruita in tungsteno e forse mancherebbe degli strati intermedi qui descritti, dal momento che nella narrazione non era grado di mantenere il calore interno all'astronave nel freddo spazio interstellare (oppure di smaltirlo nelle vicinanze del sole).

### Scafo
Scudo elettromagneticoil rivestimento dello scafo dovrebbe essere metallico, costituendo un gigantesco condensatore. Caricando la parte anteriore positivamente con milioni di volt, i protoni dell'idrogeno ionizzato della cromosfera solare verrebbero allontanati, assorbendo elettroni da espellere nella parte posteriore dell'astronave grazie a cannoni elettronici molto più potenti rispetto a quelli nel microscopio elettronico. La carica elettrica verrebbe creata e mantenuta dai sistemi di potenza elettrica dell'astronave.
Strato più esternolo scafo potrebbe essere costruito in iridio metallico in lega con l'osmio (in natura si trova come osmiridio), molto denso, resistente agli acidi e alle alte temperature (punto di fusione dell'iridio 2466° Celsius, dell'osmio 3033 °C). Inoltre l'iridio in lega con il platino presenta un basso coefficiente di dilatazione termica. Un altro materiale possibile (specialmente come sottile rivestimento del precedente) sarebbe il tungsteno (punto di fusione 3422 °C), puro, oppure in superlega con il molibdeno, che darebbe all'astronave quel suo colore scuro e opaco.
Strato intermedio-esternoin ceramica balistica (carburo di silicio oppure carburi Widia: di tungsteno, di titanio, ecc.), cattivo conduttore della corrente e del calore, resistente a temperature anche superiori a quelle di fusione del titanio e ad urti di meteoriti (uno strato spesso resisterebbe a impatti di cannone da 155 mm), dal momento che se la parete esterna si buca si avrebbe una perdita catastrofica d'aria e del contenuto. Il carburo di tungsteno è un buon riflettore di neutroni, e dunque proteggerebbe da questo prodotto delle reazioni nucleari.
Strato intermedio-medioin oro metallico, per impedire la dispersione di calore per irraggiamento infrarosso. Questo strato potrebbe contenere tubature in freon che nello spazio esterno sarebbero condotte a una serie compressori e a scambiatori per ricuperare il calore assorbito dallo strato d'oro, oppure altre tubature contenenti sodio oppure piombo metallico liquido (o altri sali provenienti da un serbatoio), che vicino al Sole si scalderebbero a migliaia di gradi per essere espulsi dalla coda del veicolo smaltendo così una parte del calore solare ricevuto per irraggiamento.
Strato intermedio-internoin ceramica balistica impedirebbe che il calore interno si trasmetta allo strato d'oro per conduzione termica.
Strati più internipossono essere costruiti in quasi tutti i metalli: acciaio, alluminio, rame, titanio, potrebbero anche essere caricati elettrostaticamente oppure contenenti spire di un superconduttore per costituire un gigantesco solenoide, Gli strati interni abitabili, dei depositi e contenenti macchinari potrebbero essere costruiti a ponti, come quelli di una corazzata, portaerei o di qualsiasi astronave della fantascienza. Il pavimento rivolto all'esterno e la rotazione genererebbero una forma di gravità a forza centrifuga.
Contenutohabitat biologico, possibilmente variabile, contenente acqua, sabbia, terra, giardini, edifici storici, piscine, fontane o qualsiasi altra struttura si voglia trasportare e/o preservare. Infine la vita propria di uno o più biotopi selezionati, con caratteristiche di sostenibilità e di non tossicità per mammiferi o vita intelligente. Ad esempio si dovrebbero evitare piante tossiche come l'oleandro.

### Carburante, propulsione e fonte di energia
L'astronave Rama descritta nella narrazione avrebbe una propulsione spaziale alimentata dalla fusione nucleare dell'idrogeno (niente deuterio, antimateria né esotico elemento 120), dunque sarebbe limita a velocità inferiori al 10% della velocità della luce (In modo simile ai progetti delle astronavi del Progetto Orion: 3-8% di E, e del Progetto Daedalus: 12% di E). 
Se si tratta di un'astronave a fusione nucleare controllatapotrebbe utilizzare idrogeno con aggiunta di boro-11 e/o deuterio e/o deuteruro di litio e/o trizio come carburanti ausiliari. Recentemente è stato scoperto il deuterio ultra-denso che è milioni di volte più denso rispetto all'idrogeno o al deuterio liquidi a bassissima temperatura. La fusione nucleare potrebbe avvenire in un reattore nucleare a fusione a confinamento inerziale del tipo NOVA o a confinamento elettromagnetico del tipo Polywell (costruito da Robert W. Bussard per la Marina degli Stati Uniti). Dal reattore verrebbe espulso del gas ionizzato positivamente a centinaia di milioni di gradi, che verrebbe convogliato verso una serie di canali con magneti permanenti in grado di rendere rettilineo e accelerare (forse anche grazie a cannoni elettronici) il potente flusso d'elio ionizzato, a grandissima velocità, in grado di fornire una spinta adeguata.
Reattore nucleare materia-antimateria
Reattore a torsione nucleare